# 阿尔比 (南达科他州)
阿尔比（英語：Albee），是美国南达科他州下属的一座城市。根据2010年美国人口普查，该市有人口16人。论人口在本州排行第299。